# Nicolas Mignard
Nicolas Mignard (1606-1668) (* Troyes, 7 de Fevereiro de 1606 † Paris, 20 de Março de 1668) Chamado de O Mignard de Avignon, foi um pintor e gravador francês, irmão de Pierre Mignard, O Velho e pai do pintor e arquiteto francês Pierre Mignard, O Jovem (1640-1725), chamado de le chevalier Mignard.

## Biografia
Nicolas Mignard era filho de Pierre Mignard e de Marie Gallois. Depois de viajar para Fontainebleau, chegou em Avignon em 1632. Depois viajou para Roma junto com o cardeal arcebispo de Lyon. Mignard retornou para Avignon em 1636, depois de ter executado uma série de gravações com água-forte em Roma. Ali ele fez inúmeras pinturas para muitas instituições religiosas. Em Roma entrou em contato com os pintores Annibale Carracci e Francesco Albani.
Mignard passou o resto de sua vida em Paris, onde ele se tornou um pintor retratista bem sucedido. Mignard decidiu ir para Paris depois que o rei Luís XIV e a sua Corte fizeram uma visita a Avignon.  O rei Luís XIV  decidiu trazer Mignard para Paris, onde o rei o incumbiu de decorar vários salões da planta baixa do Palácio das Tulherias. Mignard eventualmente fez parte da Academia Real de Pintura e Escultura da França, onde foi recebido em 3 de Março de 1663 e acabou sendo reitor.
Mignard passou a maior parte da sua vida em Avignon onde a sua carreira ficou um pouco obscurecida por causa do seu irmão caçula Pierre Mignard (1612-1695) , que havia se instalado em Paris. Depois que este morreu, a maior parte das pintura de Nicolas ficaram em Avignon ou em pequenas cidades ao redor de Avignon.  Durante a Revolução Francesa, como estas pinturas foram reunidas, a maioria delas foi atribuída a Pierre Mignard.

## Obras principais
- Apolo e as quatro estações
- Apolo e a Piton
- Apolo e Midas
- Apolo e as Três Musas
- A Virgem com o Menino
- A Virgem com a Criança e o menino São João Batista
- Marte e Vênus (1658)
- Vênus e Adônis
- O pastor Fáustolo trazendo Rômulo e Remo para a esposa.
- A Crucificação

## Galeria

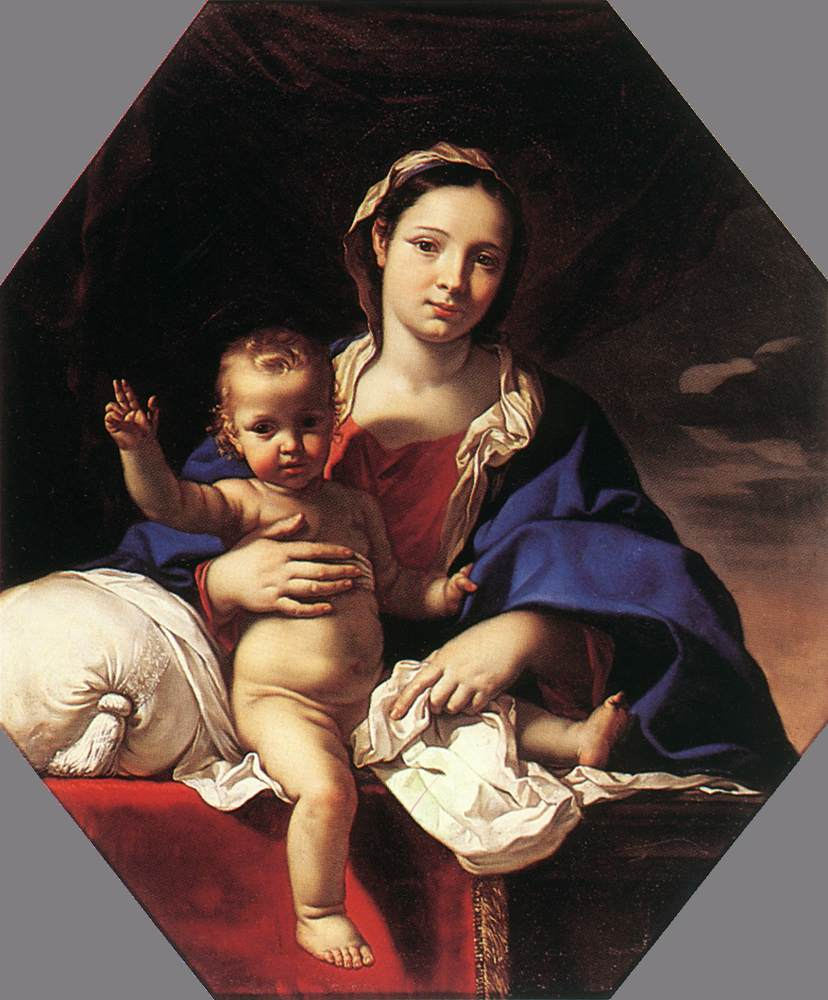
A Virgem com o Menino
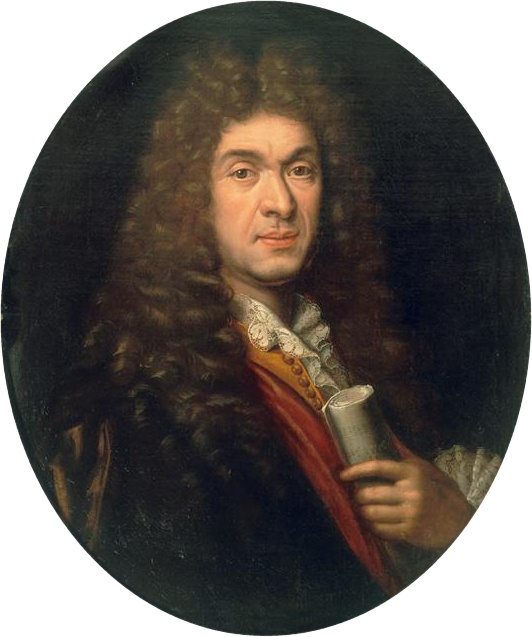
Jean-Baptiste Lully
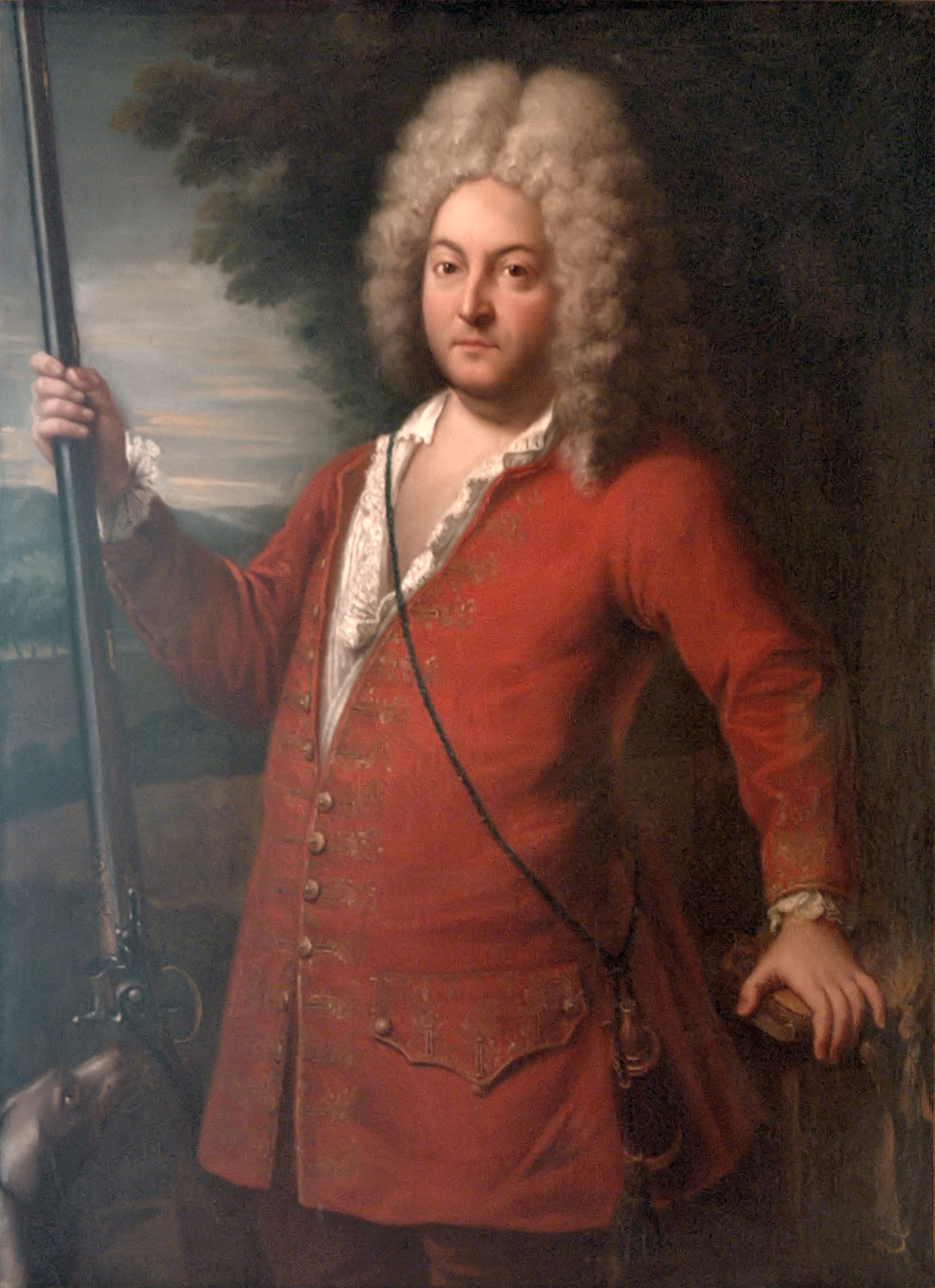
Samuel Bernard (1651-1739)
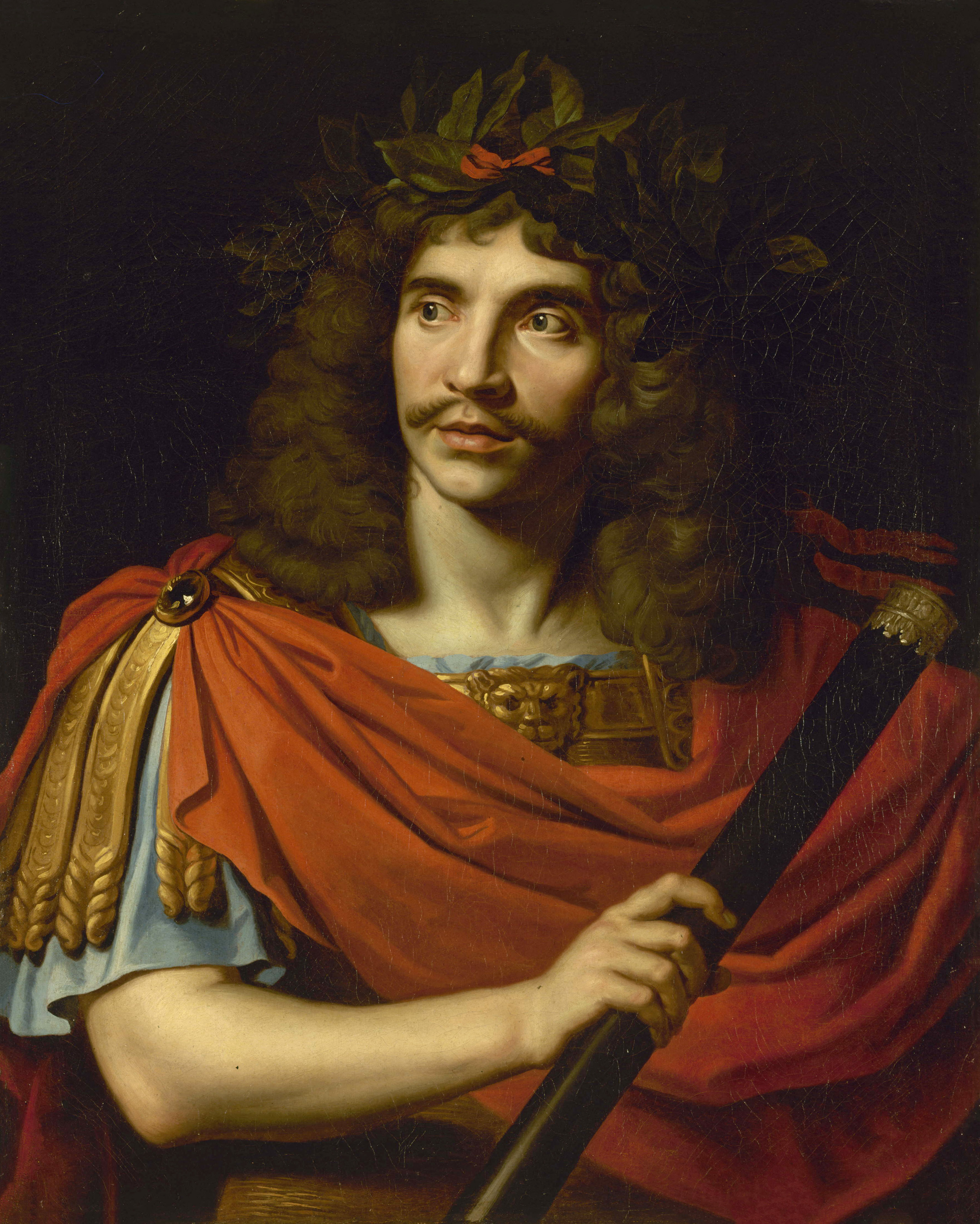
Molière
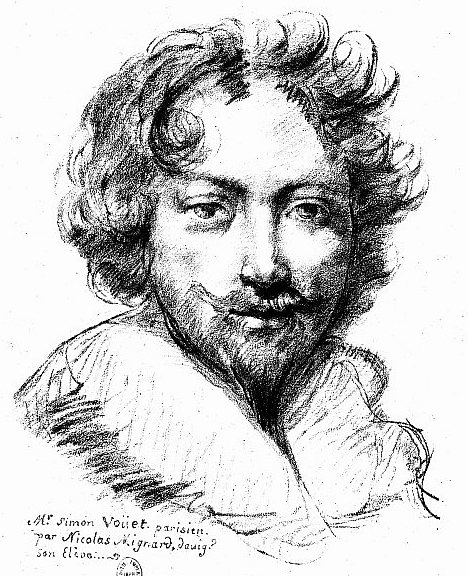
Simon Vouet
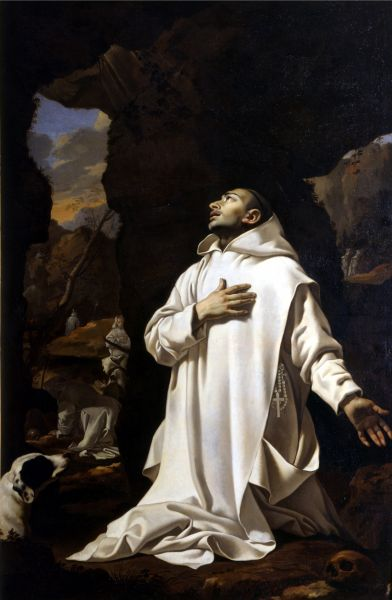
São Bruno
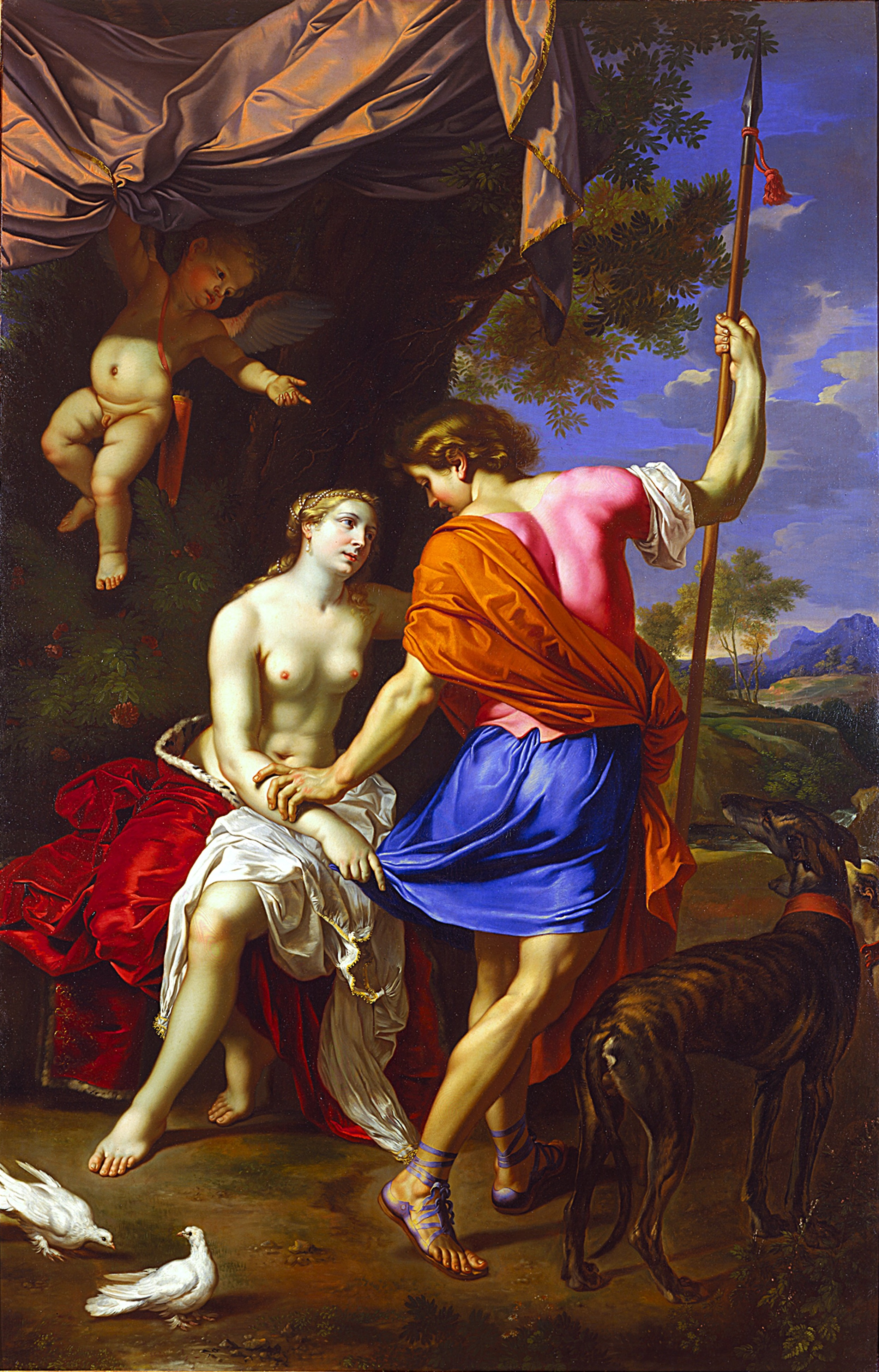
Vênus e Adônis
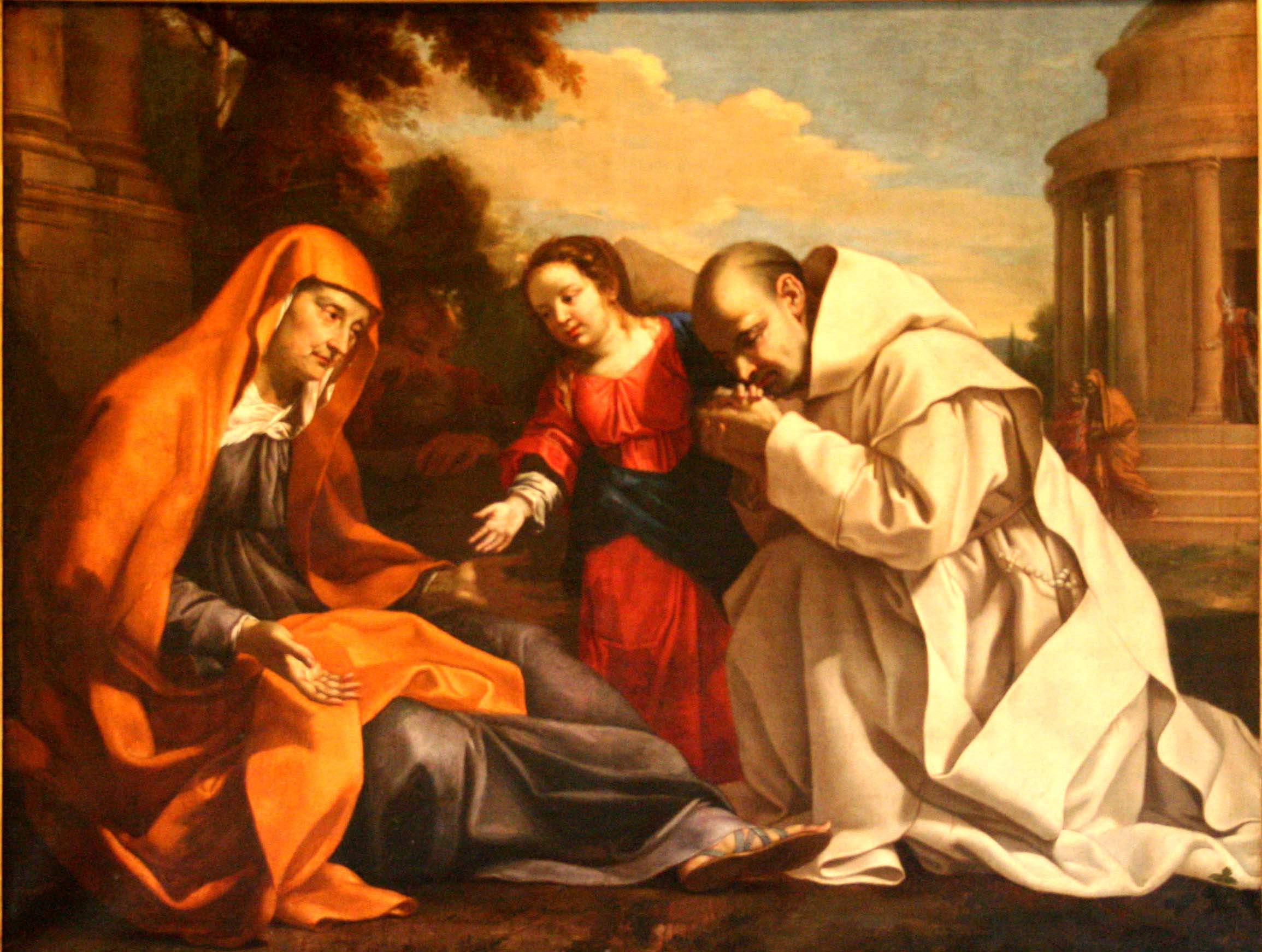
Santa Ana, A Virgem e um cartuxo
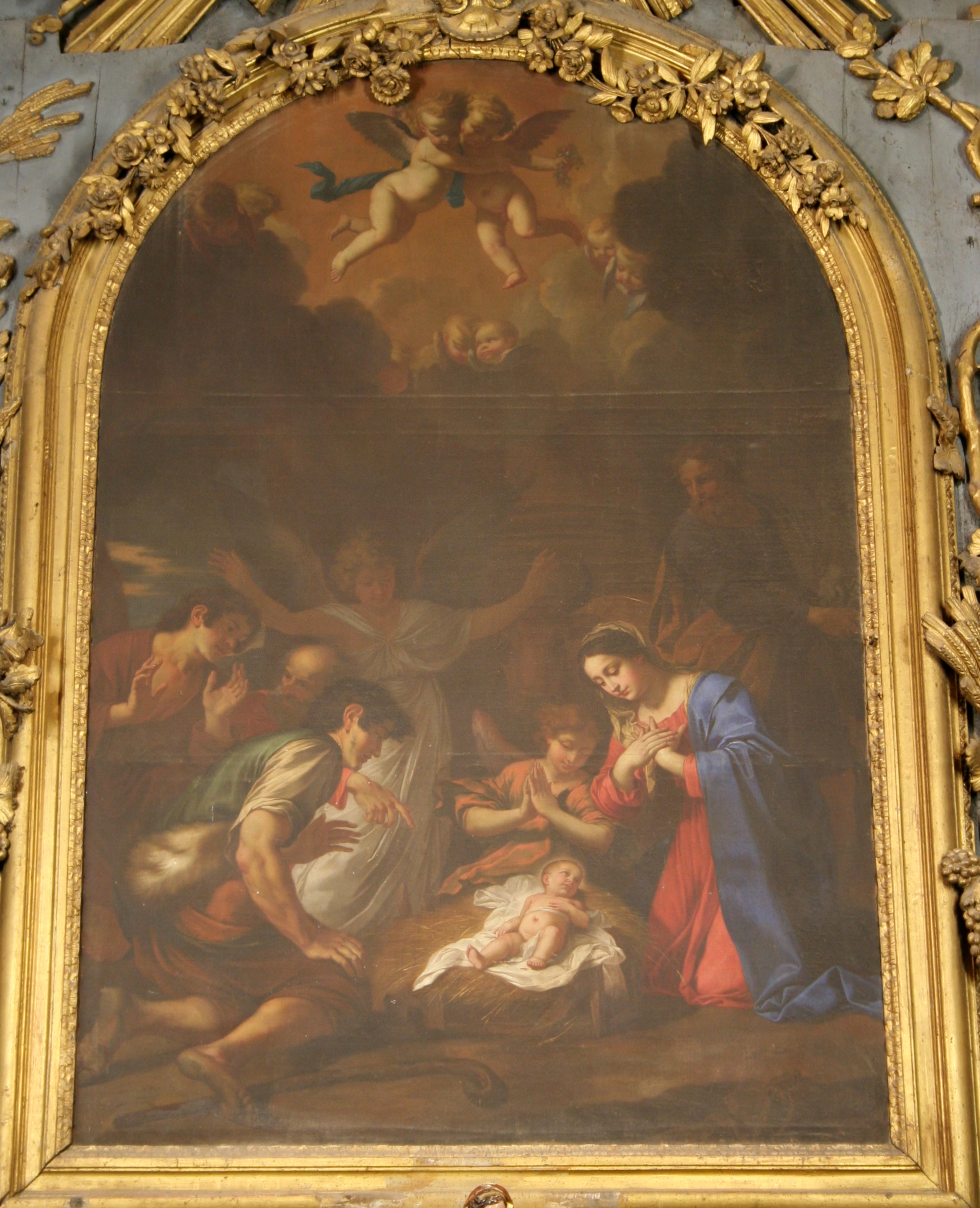
Natividade
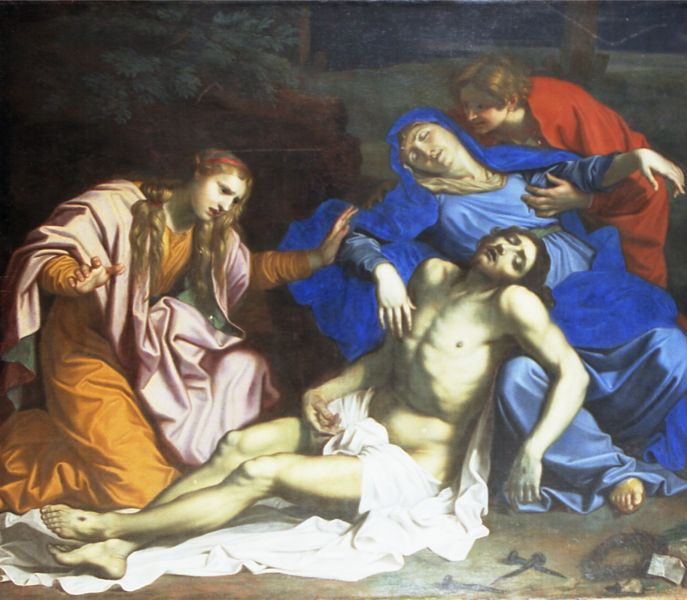
A Piedade ou Lamentação por Cristo
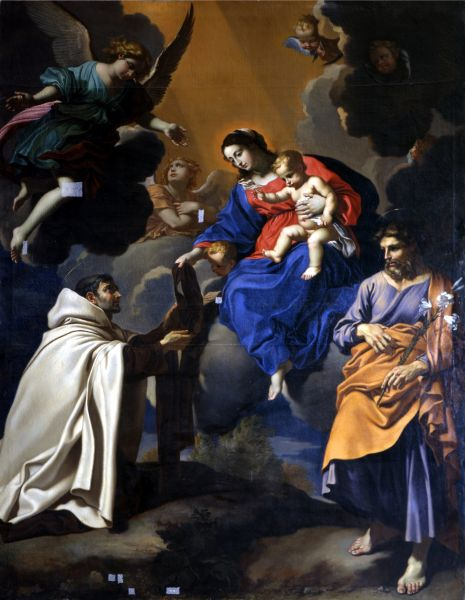
A Virgem entregando o escapulário para São Simão Stock
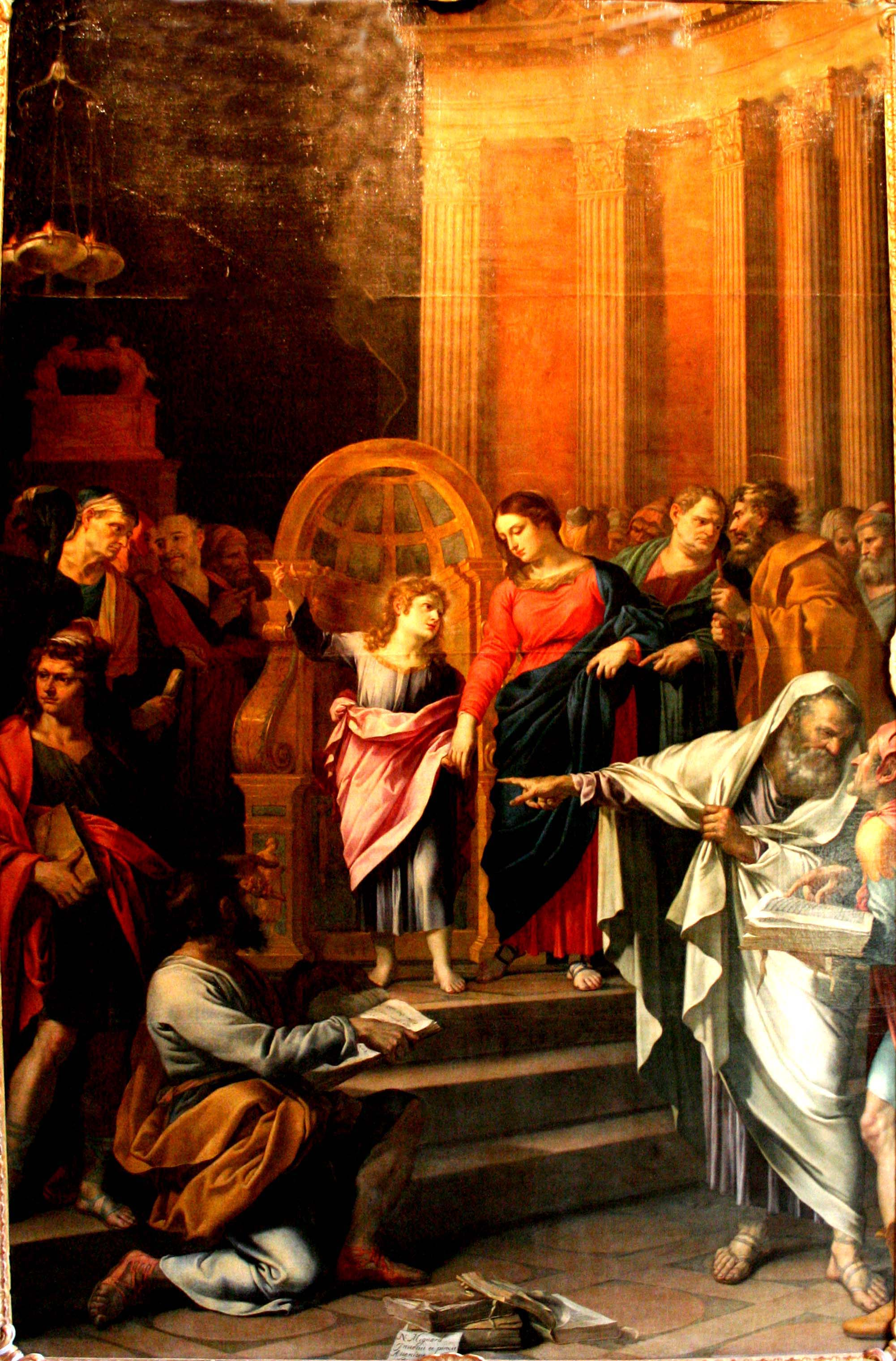
Jesus no templo
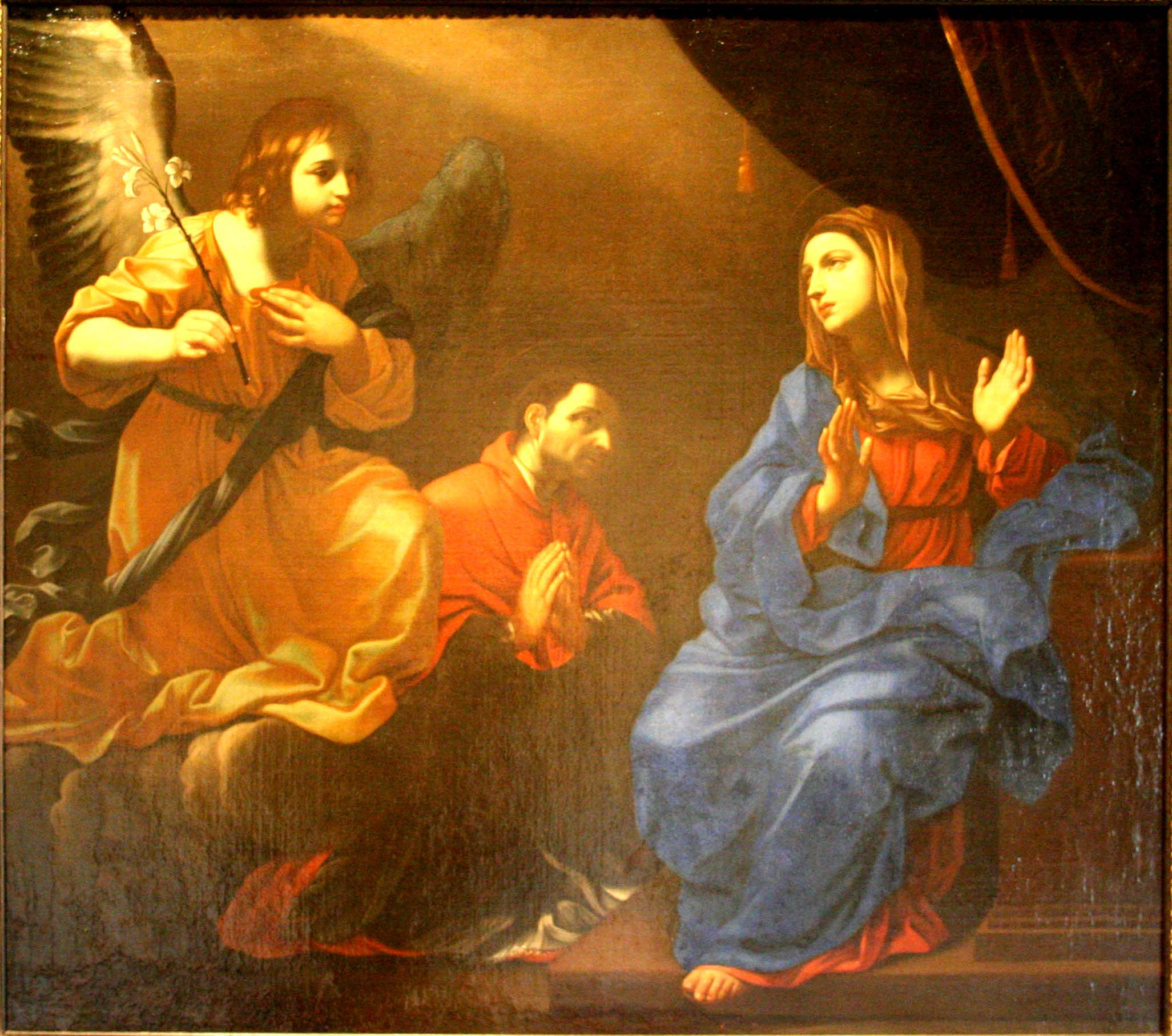
Anunciação com São Carlos Borromeo
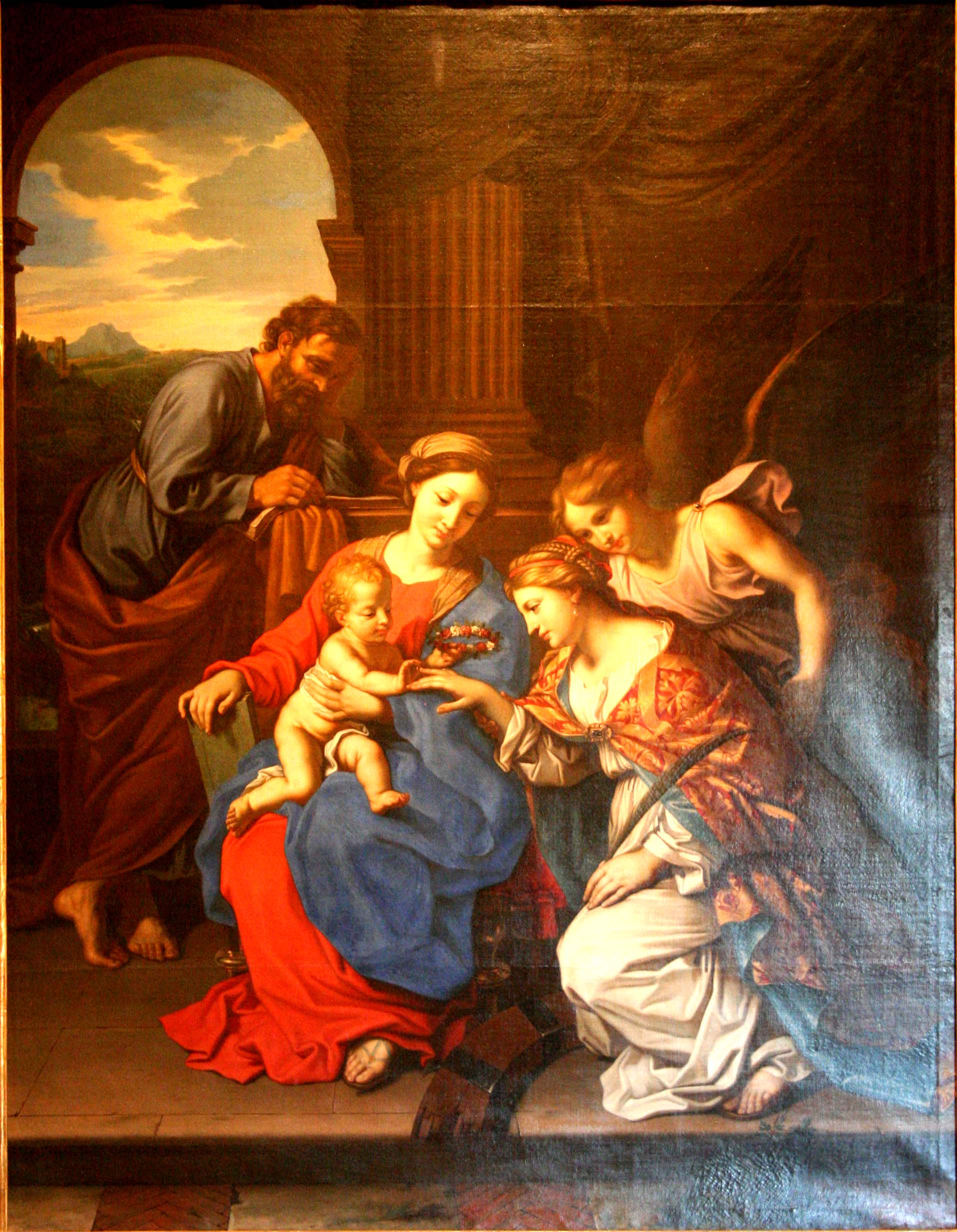
O Casamento Místico de Santa Catarina
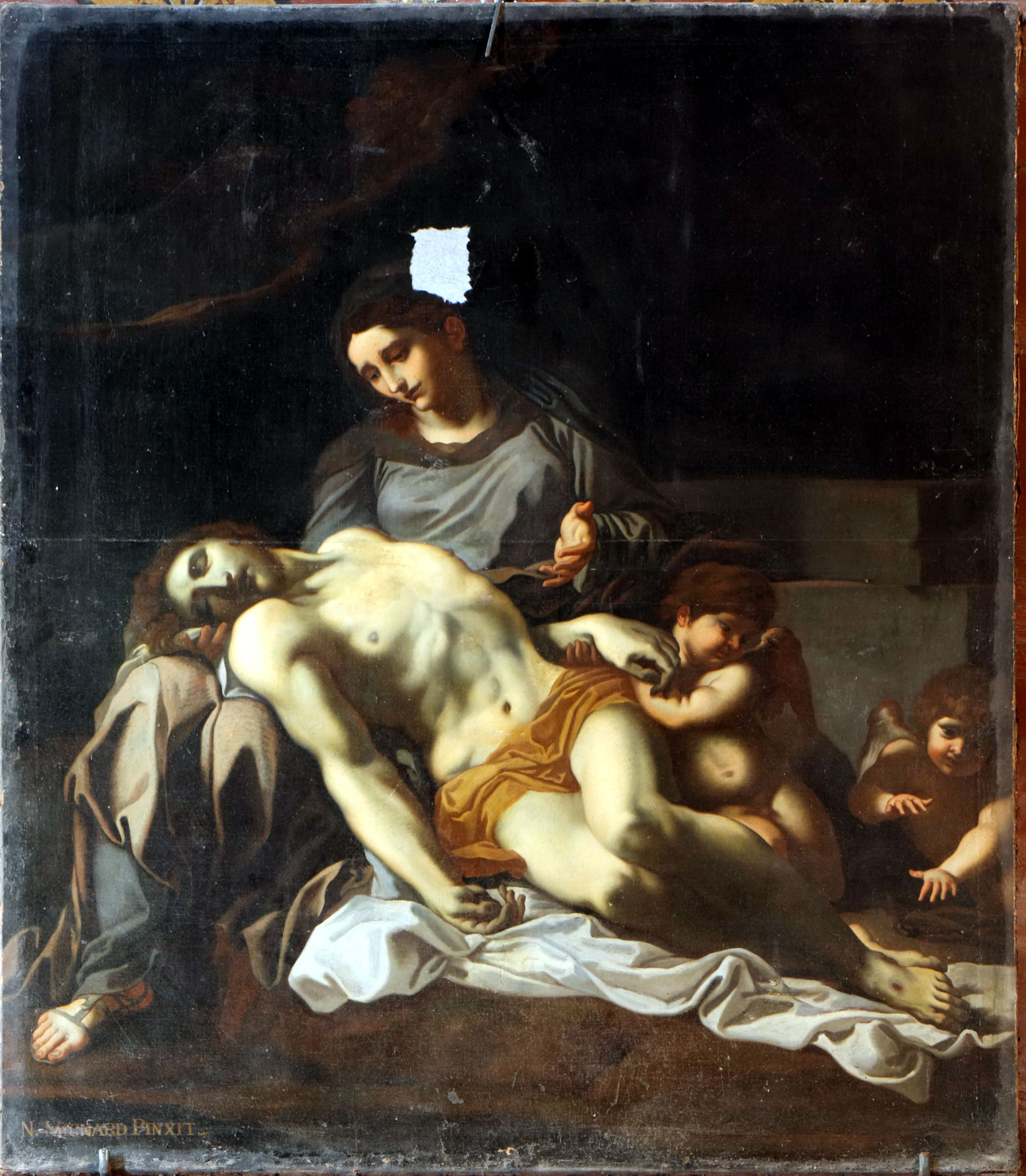
A piedade